# Рука пустыни
Рука пустыни (исп. Mano del desierto) — скульптура в пустыне Атакама в 400 метрах от шоссе № 5 Панамериканского шоссе в области Антофагаста (Чили).
Скульптура представляет собой левую ладонь человека, которая как будто высовывается из-под земли примерно на три четверти. Высота скульптуры — 11 метров. Автор — чилиец Марио Ираррасабаль. По замыслу автора, его работа должна выражать человеческую несправедливость, одиночество, горе и муки, а столь заметный размер — уязвимость и беспомощность. Материал конструкции — бетон на стальном каркасе. Открытие состоялось 28 марта 1992 года.
Скульптура — популярное место для съёмки, она попала во множество рекламных роликов и музыкальных клипов. «Руку» часто разрисовывают граффити, поэтому власти её регулярно очищают, в частности, в рамках празднования всемирного дня туризма в 2013 году власти Антофагасты и министерство туризма страны организовали её очищение силами 20 волонтёров. Заботу о памятнике взяло на себя «Объединение за Антофагасту» (исп. La Corporación Pro Antofagasta), её члены занимаются очисткой памятника и взывают к посетителям с просьбами не покрывать его надписями.